# Dobriniszte
Dobriniszte (bułg. Добринище) – miasto w Bułgarii, w obwodzie Błagojewgrad i gminie Bansko. W 2019 roku liczyło 2 588 mieszkańców.